# Hubble (film)
Hubble (även känd som Hubble 3D, IMAX: Hubble eller IMAX: Hubble 3D) är en amerikansk dokumentärfilm från 2010 om rymdteleskopet Hubbles reparationsuppdrag. Leonardo DiCaprio är filmens berättarröst. Den har fått positiva recensioner.